# Rags to Gladrags
Albums de Gerry Lockran
No More Cane Rally Round the Flag
(1976)
Rags to Gladrags, sorti en 1976, est le septième album du musicien de blues britannique Gerry Lockran. 
Cet album est marqué par la présence de nombreux musiciens, parmi lesquels le saxophoniste et flûtiste britannique Mel Collins qui fut membre des groupes de rock progressif King Crimson, Camel et Alan Parsons Project.

## Liste des morceaux

### Face 1
1. Temptations (Always Winning Through)
2. Can't Get the Fingerpickin
3. New York's My Home
4. You don't Know Me
5. Garden of Life
6. Jonas and the Whale

### Face 2
1. Cane on the Brazos
2. I'll Be Gone
3. One Kind Favour
4. My Brother
5. Tired of Whats Bin Goin'On

## Musiciens
- Gerry Lockran : chant, guitare
- Mel Collins : saxophone, flûte
- Kirk Lorange : guitare, accompagnement vocal
- Neil Hubbard : guitare
- Henry McCulloch : guitare
- Israel Zacota : guitare
- Chris Stewart : guitare basse
- Philip Chen : guitare basse
- Louie Martin : percussions
- Pete Wingfield : piano
- Dwight Druick : accompagnement vocal